# Bessie Moses
Bessie Louise Moses (1893-1965) fue una ginecóloga y obstetra estadounidense que abogó por las prácticas de control de la natalidad para las mujeres.
Nacida en Baltimore, Maryland, en el seno de una prominente familia judía alemana, Moses se graduó de Goucher College en 1915 y comenzó su carrera pública después de graduarse de la Escuela de Medicina de la Universidad Johns Hopkins en 1922. Comenzó la práctica privada como obstetra, pero resultó ser inadecuado cuando se unió emocionalmente al resultado de cada nacimiento al que asistió, por lo que optó por buscar en la especialidad de ginecología. Fue en esta coyuntura de su carrera que Moses encontró su sitio y su vocación como Directora de la Oficina de Asesoramiento Anticonceptivo de Baltimore, que se convirtió en la Clínica de Control de la Natalidad de Baltimore.
La Oficina de Asesoramiento Anticonceptivo se incorporó en 1926, abrió sus puertas a los pacientes en 1927 y funcionó hasta 1932. La oficina se estableció originariamente como una empresa de investigación de salud pública con reglas estrictas sobre la remisión de pacientes para sus servicios. Para evitar controversias y enjuiciamientos, las mujeres que fueron derivadas a la clínica para participar en el estudio debían estar casadas y su estado de salud estar tan deteriorado que embarazos posteriores podían resultar fatales. A medida que el estigma social y la proscripción legal de la difusión de información y dispositivos anticonceptivos disminuyeron durante la Gran Depresión, la oficina se convirtió en la Clínica de control de la natalidad de Baltimore, que finalmente se formó parte de la Federación de planificación familiar de América.
Desde el inicio de la Oficina de Asesoramiento Anticonceptivo de Baltimore en 1927, hasta su retiro en 1956, Moses fue la directora médica de estos recursos comunitarios. Moses luchó por expandir los servicios de anticoncepción a comunidades adicionales y presionó para que se incluyera la enseñanza de anticonceptivos en los planes de estudio de las facultades de medicina. Ella fue integral en la lucha por la reforma legislativa de la prohibición de enviar información y materiales anticonceptivos a través del correo. Como resultado de sus contribuciones a la legitimación del control de la natalidad a través de la salud pública, Moses fue honrada con el Premio de la Fundación Lasker en 1950, que recibió junto con Margaret Sanger. En 1991, fue añadida póstumamente al Salón de la Fama de mujeres de Maryland.